# Niuatoputapu

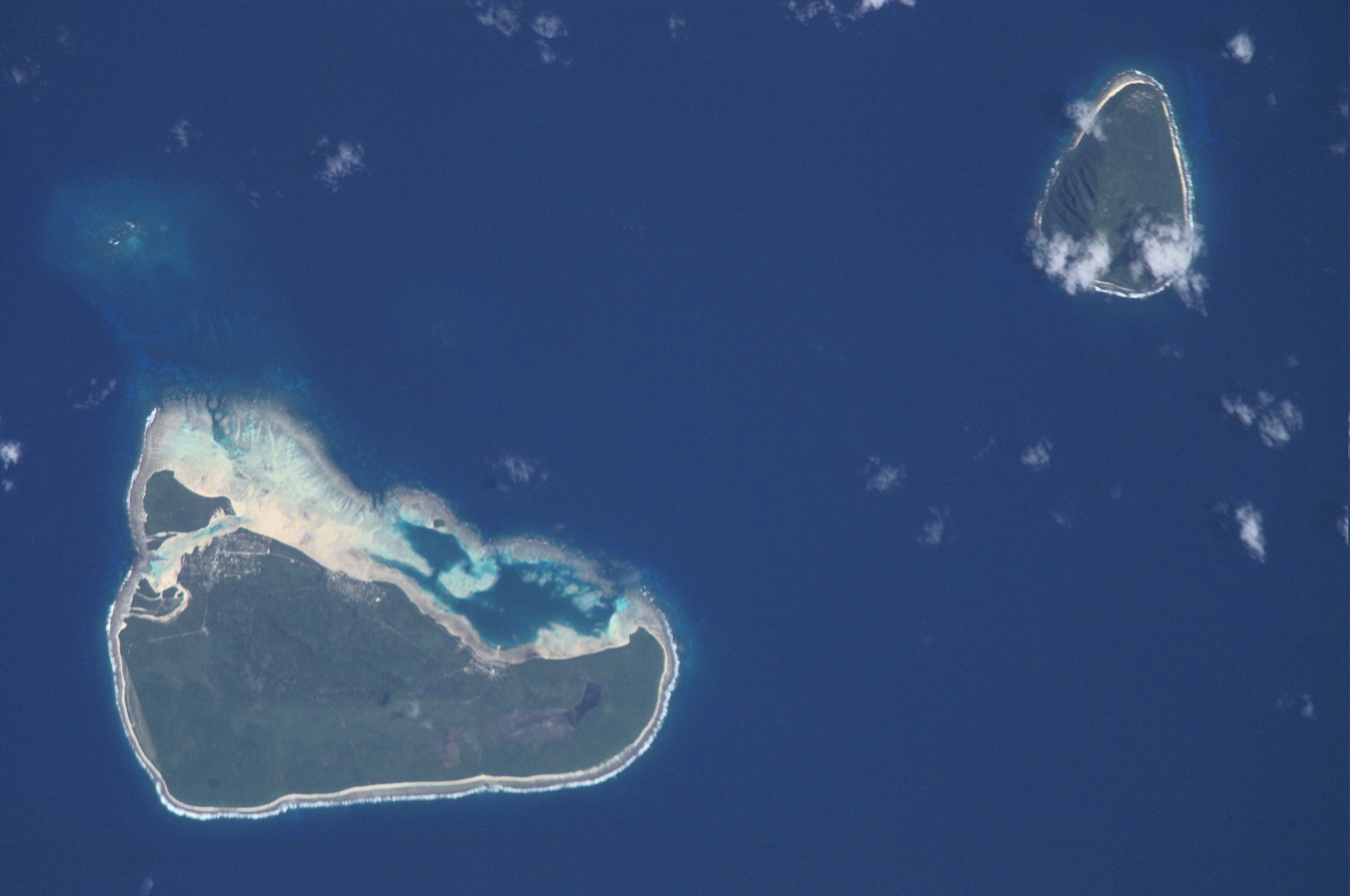
Vista desde satélite de Niuatoputapu, al sur, y Tafahi, al norte.

La isla de Niuatoputapu es la isla principal del grupo Niuas, al norte de Tonga. Está situada a 167 km al norte de Vava'u y a 516 km al norte de Tongatapu. Sus coordenadas son: 16°00′S 173°47′O / -16.000, -173.783.
La isla es de origen volcánico. La parte central boscosa, de 157 metros de altitud, es el antiguo cráter erosionado. El litoral bajo es un antiguo arrecife coralino que creció alrededor del volcán y fue cubierto de cenizas volcánicas. Hoy en día otro arrecife coralino cierra una laguna alrededor de la isla. La superficie total es de 18 km².
La villa principal es Hihifo, situada al noroeste de la isla. Es el centro administrativo, sede del agente del gobierno y de la policía. La población total, en el censo de 1996, era de 1.161 habitantes. Dispone de un aeropuerto.
Niuatoputapu fue descubierta por los holandeses Le Maire y Schouten en 1616. Mientras estaban negociando para intercambiar víveres fueron atacados por sorpresa y la llamaron Verraders Eylandt, isla de los Traidores, nombre que con la forma inglesa o francesa se mantuvo durante un tiempo en los mapas de la época, hasta que el inglés Samuel Wallis en 1767, la denominó Keppel Island en honor a Augustus Keppel, primer Lord del Almirantazgo. Hoy su nombre original en tongano es usado.

## Geografía

### Clima
| Parámetros climáticos promedio de Niuatoputapu, Niuas (Tonga) | Parámetros climáticos promedio de Niuatoputapu, Niuas (Tonga) | Parámetros climáticos promedio de Niuatoputapu, Niuas (Tonga) | Parámetros climáticos promedio de Niuatoputapu, Niuas (Tonga) | Parámetros climáticos promedio de Niuatoputapu, Niuas (Tonga) | Parámetros climáticos promedio de Niuatoputapu, Niuas (Tonga) | Parámetros climáticos promedio de Niuatoputapu, Niuas (Tonga) | Parámetros climáticos promedio de Niuatoputapu, Niuas (Tonga) | Parámetros climáticos promedio de Niuatoputapu, Niuas (Tonga) | Parámetros climáticos promedio de Niuatoputapu, Niuas (Tonga) | Parámetros climáticos promedio de Niuatoputapu, Niuas (Tonga) | Parámetros climáticos promedio de Niuatoputapu, Niuas (Tonga) | Parámetros climáticos promedio de Niuatoputapu, Niuas (Tonga) | Parámetros climáticos promedio de Niuatoputapu, Niuas (Tonga) |
| Mes                                                           | Ene.                                                          | Feb.                                                          | Mar.                                                          | Abr.                                                          | May.                                                          | Jun.                                                          | Jul.                                                          | Ago.                                                          | Sep.                                                          | Oct.                                                          | Nov.                                                          | Dic.                                                          | Anual                                                         |
| ------------------------------------------------------------- | ------------------------------------------------------------- | ------------------------------------------------------------- | ------------------------------------------------------------- | ------------------------------------------------------------- | ------------------------------------------------------------- | ------------------------------------------------------------- | ------------------------------------------------------------- | ------------------------------------------------------------- | ------------------------------------------------------------- | ------------------------------------------------------------- | ------------------------------------------------------------- | ------------------------------------------------------------- | ------------------------------------------------------------- |
| Temp. máx. media (°C)                                         | 31.0                                                          | 31.2                                                          | 31.3                                                          | 30.8                                                          | 29.8                                                          | 29.4                                                          | 28.9                                                          | 28.9                                                          | 29.5                                                          | 29.8                                                          | 30.6                                                          | 30.7                                                          | 30.2                                                          |
| Temp. mín. media (°C)                                         | 24.5                                                          | 24.7                                                          | 24.7                                                          | 24.2                                                          | 24.0                                                          | 23.6                                                          | 22.8                                                          | 22.8                                                          | 23.2                                                          | 23.6                                                          | 24.2                                                          | 24.3                                                          | 23.9                                                          |
| Lluvias (mm)                                                  | 265.1                                                         | 234.3                                                         | 250.9                                                         | 238.9                                                         | 157.5                                                         | 139.0                                                         | 82.3                                                          | 93.6                                                          | 90.8                                                          | 169.5                                                         | 166.2                                                         | 260.6                                                         | 2148.7                                                        |
| Días de lluvias (≥ 1 mm)                                      | 18                                                            | 20                                                            | 19                                                            | 17                                                            | 14                                                            | 13                                                            | 12                                                            | 13                                                            | 12                                                            | 15                                                            | 15                                                            | 19                                                            | 187                                                           |
| Fuente: Tonga Meteorological Services                         |                                                               |                                                               |                                                               |                                                               |                                                               |                                                               |                                                               |                                                               |                                                               |                                                               |                                                               |                                                               |                                                               |